# بيت هاميلتون
بيت هاميلتون (بالإنجليزية: Pete Hamilton)‏ هو سائق سيارة سباق أمريكي، ولد في 20 يوليو 1942 في نيوتن في الولايات المتحدة، وتوفي في 22 مارس 2017 في دولوث في الولايات المتحدة.

## وصلات خارجية
- بيت هاميلتون على موقع Racing-Reference.info (الإنجليزية)
- بيت هاميلتون على موقع DriverDB.com (الإنجليزية)